# Кооперативне навчання
Кооперативне вчення, також кооперативне навчання (нім. Kooperatives Lernen) — метод навчання учнів, що оснований на співробітництві учнів у групах. При такому підході учні досягають успіхів у навчанні, лише за умови ефективної взаємодії між собою.
При використанні методів кооперативного навчання учні зіштовхуються з необхідністю вербалізації своїх думок і аргументації своїх висловлювань. Вони вчаться дивитися на поставлену проблему з іншої точки зору та працювати з думками, які часто розходяться зі своїми власними.

## Основні принципи
Джонсон і Джонсон виділяють п'ять основних критеріїв успішного кооперативного навчання:
1. Позитивна залежність. Успіх кожного учня залежить від сумлінності інших учнів. Учні вчаться взаємної відповідальності і роботі в команді.
2. Пряма підтримка. Учні підтримують один одного безпосередньо. Вони обмінюються думками, джерелами та матеріалами, дають оцінку виконаній роботі один одного з метою отримання спільного результату роботи. Вони роз'яснюють один одному новий матеріал і допомагають усувати прогалини в знаннях.
3. Відповідальність. Кожен учень бере участь в роботі групи і вносить свій внесок у роботу над заданою проблемою. Кожен учасник несе відповідальність за результат групової діяльності. Кожен учасник виконує посильну йому роботу, намагається вникнути в суть питання і вміти роз'яснити його іншим учням.
4. Соціальна компетентність. Учні вчаться взаємній довірі і повазі. Учні вчаться чітко і ясно висловлювати свої думки при комунікаціях і вирішувати виникаючі протиріччя і конфлікти.
5. Власна оцінка. Учні вчаться оцінювати власний внесок в успіх групової роботи, а також оцінювати спільну роботу групи з точки зору використовуваних методів роботи і виділяти причини невдач.

## Методи кооперативного навчання
Прикладами кооперативного навчання можуть виступати:
- Вчення через навчання
- Груповий пазл, або мозаїка
- Методика «Я-Ти-Ми»